# Lac-Saint-Joseph
Lac-Saint-Joseph é uma cidade localizada na província de Quebec no Canadá.